# Obanella allanae
Obanella allanae är en snäckart som beskrevs av Dell 1952. Obanella allanae ingår i släktet Obanella och familjen punktsnäckor. Inga underarter finns listade i Catalogue of Life.